# 오메누케 음풀루
오메누케 음풀루(프랑스어: Omenuke Mfulu, 1994년 3월 20일 ~ )는 현재 스페인 세군다 디비시온의 클럽 데포르티보 라코루냐에서 수비형 미드필더로 활약하고 있는 콩고 민주 공화국의 프로 축구 선수이다. 프랑스에서 태어난 그는 콩고 민주 공화국 국가대표팀에서 뛰고 있다.

## 어린 시절
음풀루는 프랑스 푸아시에서 콩고 민주 공화국 출신 부모님 사이에서 태어났다. 그는 2004년 9월 27일, 아버지의 귀화로 인해 프랑스 국적을 취득했다.

## 구단 경력
2013년 여름, 릴 OSC에서 랭스로 이적하였고, 리저브 팀에서 충분한 활약을 보여 다음 해 1월, 리그 1 클럽과 3년 프로 계약을 맺었다. 그는 0-0으로 비긴 OGC 니스와의 2014년 11월 22일 경기에서 교체 선수로 프로 데뷔 전을 치렀다. 그의 완전한 데뷔 전은 2015년 5월 16일, 1-0으로 이긴 렌과의 경기였다.
랭스에서 4년을 보낸 뒤 2017년 8월 5일, 챔프나트 내셔널에서 레드 스타와 계약했고, 2019년 6월 17일 스페인으로 건너가 엘체 CF와 계약했다.
2021년 8월 2일, 라스팔마스와 2년 계약을 체결했다. 2024년 8월 5일, 그는 데포르티보 라코루냐와 2년 계약에 합의했다.

## 국가대표팀 경력
프랑스에서 태어난 음풀루는 콩고 민주 공화국 혈통이다. 2020년 10월 9일, 부르키나파소와의 친선 경기에서 콩고 민주 공화국 국가대표팀을 대표로 출전했다.
2023년 12월 27일, 음풀루는 2023년 아프리카 네이션스컵 최종 24인 명단에 포함되었다. 그는 2024년 1월 17일, 잠비아와의 이 대회에서 1-1로 비긴 자국의 첫 경기를 시작했다.